# Searching for Jerry Garcia
Searching for Jerry García es el segundo y último álbum de estudio del rapero de Detroit, Proof, miembro del grupo D12. El álbum fue lanzado el 9 de agosto de 2005. Es el segundo disco en solitario que Proof lanzó en un sello importante antes de su muerte. Alcanzó el número sesenta y cinco en la lista de EE. UU. Billboard 200 Albums. El álbum lleva el nombre del miembro de Grateful Dead Jerry García. La fecha de publicación del álbum, el 9 de agosto de 2005, coincidió intencionalmente con el décimo aniversario de la muerte de García.
Proof utilizó el título de este álbum y el título de la canción original ("Jump Biatch" fue originalmente "Eric Clapton Jr.") para referirse a la muerte de personas famosas que no se supo exactamente porque fallecieron. Se extiende este concepto para expresar los pensamientos suicidas del mismo en el tema "Kurt Kobain".

## Lista de canciones
| #  | Título               | Productor(es) | Artista invitado(s)      | Duración |
| -- | -------------------- | ------------- | ------------------------ | -------- |
| 1  | "Knice"              |               |                          | 1:22     |
| 2  | "Clap Wit Me"        | Emile         |                          | 2:41     |
| 3  | "Biboa's Theme"      | Nick Speed    |                          | 3:11     |
| 4  | "When God Calls..."  |               |                          | 0:29     |
| 5  | "Forgive Me"         | Sick Notes    | 50 Cent                  | 4:12     |
| 6  | "Purple Gang"        | B.R. Gunna    |                          | 3:36     |
| 7  | "Nat Morris"         |               |                          | 0:34     |
| 8  | "Gurls wit' da Boom" | B.R. Gunna    |                          | 4:01     |
| 9  | "High Rollers"       | B-Real        | B-Real & Method Man      | 3:40     |
| 10 | "Rondell Beene"      |               |                          | 1:20     |
| 11 | "Pimplikeness"       | Fredwreck     | D12                      | 5:10     |
| 12 | "Ali"                | Essman        | MC Breed                 | 3:38     |
| 13 | "No. T Lose"         | Jewels        | King Gordy               | 3:30     |
| 14 | "Jump Biatch"        | Ski           |                          | 3:34     |
| 15 | "M.A.D."             | Salam Wreck   | Rude Jude                | 3:26     |
| 16 | "72nd & Central"     | Essman        | Obie Trice & J-Hill      | 4:53     |
| 17 | "Sammy Da Bull"      | Dirty Bird    | Nate Dogg & Swifty McVay | 4:48     |
| 18 | "Black Wrist Bro's"  | Jewels        | 1st Born of Purple Gang  | 3:22     |
| 19 | "Slum Elementz"      | Mr. Porter    | T3 & Mudd                | 3:57     |
| 20 | "Kurt Kobain"        | Emile         |                          | 4:50     |

Durante un tiempo limitado, este álbum se lanzó como un box set, que incluía las ediciones "limpia" y "explícita" del álbum, así como una "Special Edition" DVD, que contiene entrevistas y contenido similar.
- Nota: en la versión Limpia/Editada del álbum, la canción "Jump Biatch" se titula "Jump B***ch"
- Nota: "Forgive Me" samplea el coro de la canción de 50 Cent, Ghetto Qu'ran

## Trivia
- La canción "Kurt Kobain" samplea "Blue Sky, Silver Bird" de Lamont Dozier. Coincidentemente, este sample fue producido por el padre biológico de Proof, McKinley Jackson, quien fue un prominente productor de Detroit en los 1970s.

- Datos: Q668169